# Kenneth Matiba
Kenneth Matiba (1º de junho de 1932 - 15 de abril de 2018) foi um político queniano e um ativista pela democracia.
Ele chegou em segundo lugar na eleição presidencial de 1992. Em novembro de 2007, ele anunciou que seria candidato à presidência nas eleições de dezembro de 2007. Naquele ano, Matiba ficou em sétimo, com 8.046 votos.